# 阿爾馬薩 (密蘇里州)
阿爾馬薩（英語：Almartha）是位於美國密蘇里州歐扎克縣的非建制地區。

## 歷史
阿爾馬薩的郵局於1855年設立，其後於1969年停運。

## 地理
阿爾馬薩所處的海拔為高於海平面284米（即932英呎），而該地所採用的時區為UTC-6，即北美中部時區（CST）。同時該地設有夏令時間，為UTC-6調快一小時，即UTC-5（CDT）。